# Lactarius medusae
Lactarius medusae é um fungo que pertence ao gênero de cogumelos Lactarius na ordem Russulales. Encontrado na Zâmbia, foi descrito cientificamente pela micologista Annemieke Verbeken em 1995.